# بازدهی نسبت به مقیاس
در علم اقتصاد، مفهوم بازده به مقیاس (به انگلیسی: Returns to scale) در چارچوب تابع تولید یک شرکت به وجود می‌آید. بازدهی نسبت به مقیاس بیانگر رابطه بین تغییرات ستانده (تولید محصول) نسبت به تغییرات نهاده‌ها (عوامل تولید) است.
سه حالت برای بازدهی نسبت به مقیاس وجود دارد:
- بازدهی صعودی نسبت به مقیاس (IRS)
- بازدهی ثابت نسبت به مقیاس (CRS)
- بازدهی نزولی نسبت به مقیاس (DRS)[۱]